# Námořní základna Rota

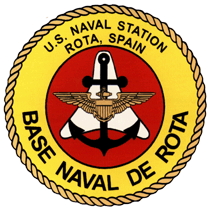
Znak základny

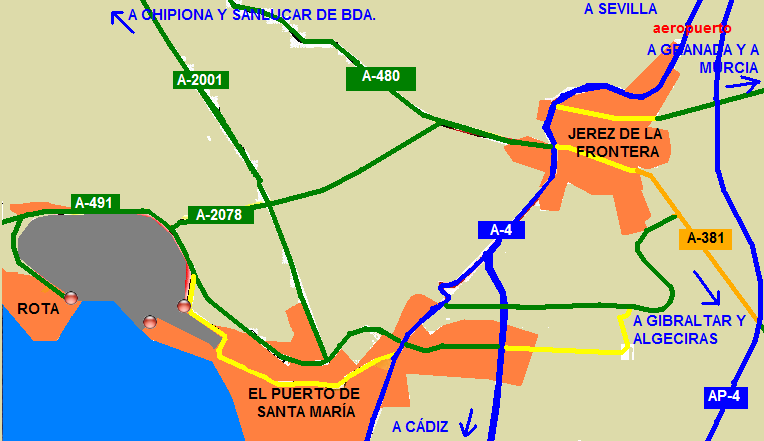
Základna je na mapě vyznačena šedou barvou

Námořní základna Rota (NavSta Rota – Naval Station Rota) je jednou z hlavních základen španělského námořnictva. Tvoří ho přístav a letiště. Od roku 1953 ji společně vybudovaly Španělsko a USA. Nachází se na strategickém místě poblíž gibraltarského průlivu, přesněji ve městě Rotě, sousedícím s městem El Puerto de Santa María v provincii Cádiz.
Rota je rovněž důležitou základnou válečných lodí námořnictva Spojených států amerických. Základna je největším americkým vojenským zařízením ve Španělsku. Žije zde okolo 3000 amerických vojáků a členů jejich rodin. Základnu využívají zejména válečné lodě americké Šesté flotily a transportní letouny amerického letectva.